# Paraphaenocladius triangulus
Paraphaenocladius triangulus är en tvåvingeart som beskrevs av Ole Anton Saether och Wang 1995. Paraphaenocladius triangulus ingår i släktet Paraphaenocladius och familjen fjädermyggor.
Artens utbredningsområde är Qinghai (Kina). Inga underarter finns listade i Catalogue of Life.